# غابرييل دوشين
غابرييل دوشين (بالفرنسية: Gabrielle Duchêne)‏ (26 فبراير 1870 – 3 أغسطس 1954) كانت ناشطة فرنسية لحقوق النساء ولأجل السلام وكانت نشطةً في القسم الفرنسي لرابطة نساء العالم لأجل السلام والحرية.

## سنواتها الأولى

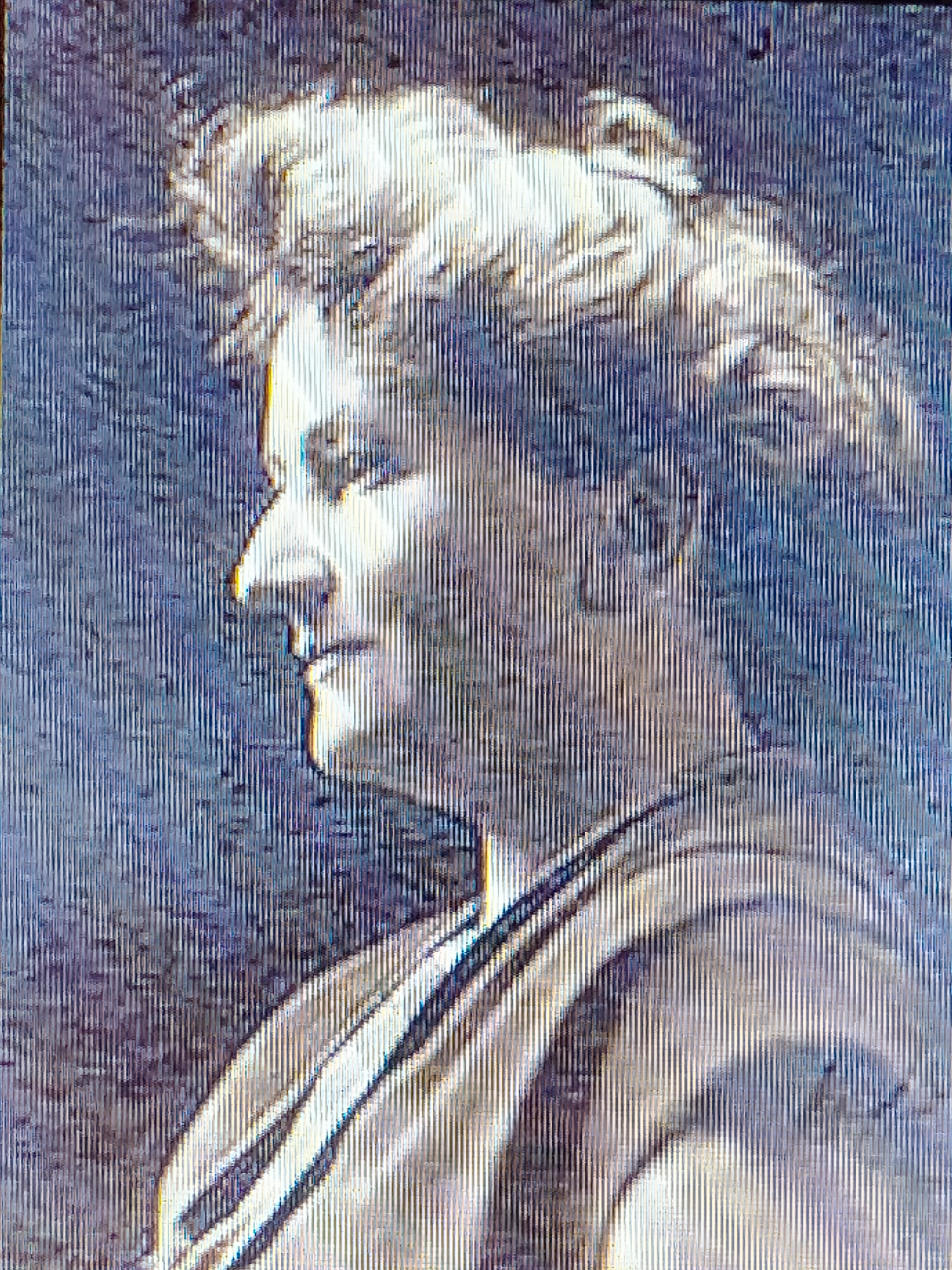
(بالفرنسية: Gabrielle Duchêne) غابرييل دوشين

ولدت غابرييل دوشين لعائلة برجوازية في باريس في السادس والعشرين من فبراير 1870. مع أنها أصبحت اشتراكية، فقد كانت امرأة ثرية. أصبحت مهتمة بالسياسة وقتما حدثت قضية دريفوس، وأصبحت بعدها منخرطةً في العمل الخيري. ساهمت في عام 1908 بتأسيس المعونة المشتركة (بالفرنسية: Entr’aide)، مؤسسة تعاونية لصانعي الثياب الداخلية النسائية والأزياء. ناضلت في السنوات اللاحقة ضد استغلال العمال المنزليين في مجال الألبسة، وناضلت لزيادة المعاشات وتحسين ظروف العمل، ولأجل تأسيس قانون يحدد الحد الأدنى للدخل (وقد طُبق في العاشر من يوليو 1915)، وناضلت لأجل المساواة في الرواتب ولانتشار ظاهرة النقابات عبر تثقيف العمال.
كانت غابرييل دوشين عضوًا في مجلس اتحاد القمصان واللانجري، وكانت رئيسة قسم العمال في المجلس الوطني للنساء الفرنسيات (بالفرنسية: Conseil National des femmes françaises) من عام 1913 وحتى 1915. أسست المكتب الفرنسي للعمل المنزلي (بالفرنسية: Office français du Travail à domicile) في عام 1913. أسست كذلك المكتب الفرنسي لشؤون النساء (بالفرنسية: Office français des intérêts féminins). حاولت دوشين المصالحة بين النسويات الاتحاديات الراديكاليات (المتطرفات) والنسويات البرجوازيات الوسطيات في توجهاتهن السياسية، وروجت للتعاون بين المجموعتين.

## الحرب العالمية الأولى
أثناء الحرب العالمية الأولى (1914-18) أسست دوشين اللجنة العابرة للاتحادات لأجل العمل ضد استغلال النساء (بالفرنسية: Comité intersyndical d’action contre l’exploitation de la femme). كانت منذ بداية الحرب تنتمي للأقلية الصغيرة من السلميين (أو السلاميين) الذين رفضوا معاهدة الاتحاد المقدس (بالفرنسية: Union sacrée)، وهي اتفاقية أبرمها اليساريون متعهدين بعدم الإضراب أو فعل أي تصرف من شأنه أن يؤخر المجهود الحربي. توقفت دوشين في عام 1915 عن نشاطها الاتحادي لتوجه كل جهودها باتجاه قضية السلام، لكنها حافظت على اهتمامها بالتحرير الاقتصادي للنساء. دعيت تلك السنة إلى مؤتمر لاهاي حيث قابلت سلاميين من دول عديدة وحيث أتت فكرة إنشاء رابطة دولية للسلامية والحرية. كانت رئيسة القسم الفرنسي للجنة الدولية للنساء والسلام الدائم والتي تأسست عام 1915.
استمرت دوشين بجهودها في الحث على السلام عبر العالم، دون اعتبار لاحتمال تلطيخ سمعتها أو خطر ملاحقتها. نشأت لجنة العمل لأجل حق المرأة بالتصويت (بالفرنسية: Comité d'Action Suffragiste) في ديسمبر عام 1917، برئاسة جان ميلين ومارثا بيغوت وغابرييل دوشين. نظمت اللجنة لقاءات حاولوا جذب العمال إليها، عن طريق عرض الأفلام مثلًا. بالإضافة إلى الدعوة لحق النساء بالتصويت، فقد أرادت اللجنة تنظيم استفتاء لإنهاء الصراع.

## السنوات الأخيرة
أُسست رابطة نساء العالم لأجل السلام والحرية في عام 1919. أسست دوشين القسم الفرنسي من رابطة نساء العالم لأجل السلام والحرية وأدارته حتى وفاتها عام 1954. كما تقول معترفة، فإن أعضاء رابطة نساء العالم كنّ «نساءً من الطبقات الثرية». كانت دوشين معنية جدًّا برابطة نساء العالم حتى الحرب العالمية الثانية (1939-45) سواءً في فرنسا أو عالميًّا.
لم تعطَ دوشين جواز سفر لحضور مؤتمر السلام في زوريخ عام 1919، ولكنها هي وخمس عشرة امرأة عاملة أرسلن رسالةً إلى المؤتمر الأوروبي عبرن فيها عن «أفضل أمنياتهن لنساء البلدان الأخرى مع التأكيد بأننا جاهزات للعمل معهن بحماسة أكبر من أي وقت مضى للتحضير لأجل «سلام الغد»». كانت بين مندوبات رابطة نساء العالم للسلام والحرية في مؤتمر السلام المعقود في فيرساي. بعد المشاركة في حملة إغاثة روسيا بين عامي 1920 و1923 أصبحت شديدة التعاطف مع الروسيين.